# Varanus niloticus

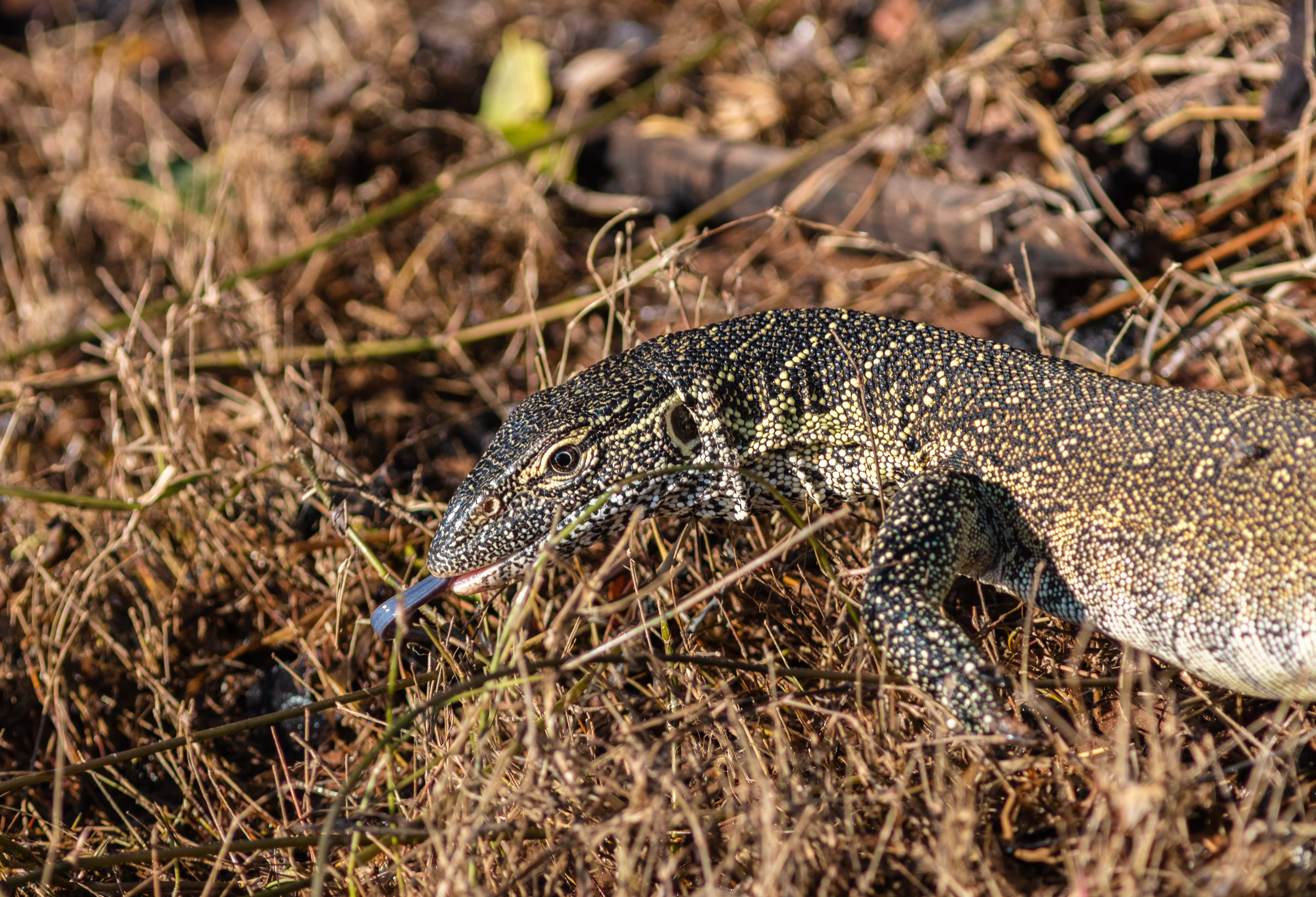
Ejemplar en el parque nacional de Chobe, Botsuana.

El varano del Nilo (Varanus niloticus) es una especie de reptil escamoso de la familia Varanidae se encuentra en gran parte de África excepto en el noroeste.

## Descripción
El varano del Nilo puede crecer entre 120 a 220 cm de longitud y los especímenes más grandes alcanzan 244 cm, la masa corporal en los adultos varía ampliamente. Un estudio afirma que solo pesan de 0,8 a 1,7 kg mientras que otros pesan entre 5,9 y 15 kg. En varanos grandes las variaciones pueden deberse a la edad o a las condiciones ambientales. Los especímenes excepcionalmente grandes pueden llegar hasta 20 kg, pero esta especie pesa algo menos que el varano de roca, que es más voluminoso. Tiene un cuerpo musculoso y unas poderosas mandíbulas. Posee unas garras afiliadas que le permiten trepar, cavar, defenderse o cazar a sus presas. El varano del Nilo tiene patrones de piel bastante llamativos, ya que son de color marrón grisáceo y posee grandes manchas de color verdoso en el dorso. Son excelentes escaladores y corredores rápidos en tierra. Su esperanza de vida se sitúa entre 10 a 15 años en cautiverio.

## Distribución y hábitat
El varano del nilo es nativo de África y se distribuye por todas las regiones centrales y meriodinales del continente incluyendo Sudán y una parte del centro de Egipto a lo largo del Río Nilo con el tiempo fueron introducidos en los Estados Unidos principalmente en los estados de California y Florida. Sin embargo no se encuentra en ninguna región desértica de África ya que prospera alrededor de ríos. 
El varano del Nilo se alimenta de una gran variedad de presas como insectos, arácnidos, caracoles, ranas, aves, reptiles, pequeños mamíferos, carroña e incluso huevos ya que suele devorar los nidos de cocodrilos y otros reptiles.
La reproducción es ovípara en la especie y se aparean cada 6 a 9 meses las hembras ponen entre 25 a 90 huevos que miden aproximadamente 35 y 60 de diámetro los huevos maduran después de seis meses de la puesta en la que nacen sus nuevos descendientes.
En la naturaleza son cazados por depredadores como aves rapaces, y diversos mamíferos carnívoros como leopardos, caracales, chacales y rateles que también pueden cazar varanos del nilo si no encuentran otro tipo de presas. Cuando son atacados normalmente se defienden mordiendo y sacudiendo fuertemente la cual intenta ahuyentar a sus enemigos.

### Especie invasora
En Florida se sabe que existen poblaciones reproductoras de esta especie invasora en diferentes partes del estado desde 1990. El potencial de las poblaciones establecidas impacta negativamente a las especies de, cocodrilos nativas en Florida, ya que ataca, come los huevos y crías de estas especies.

## En cautiverio

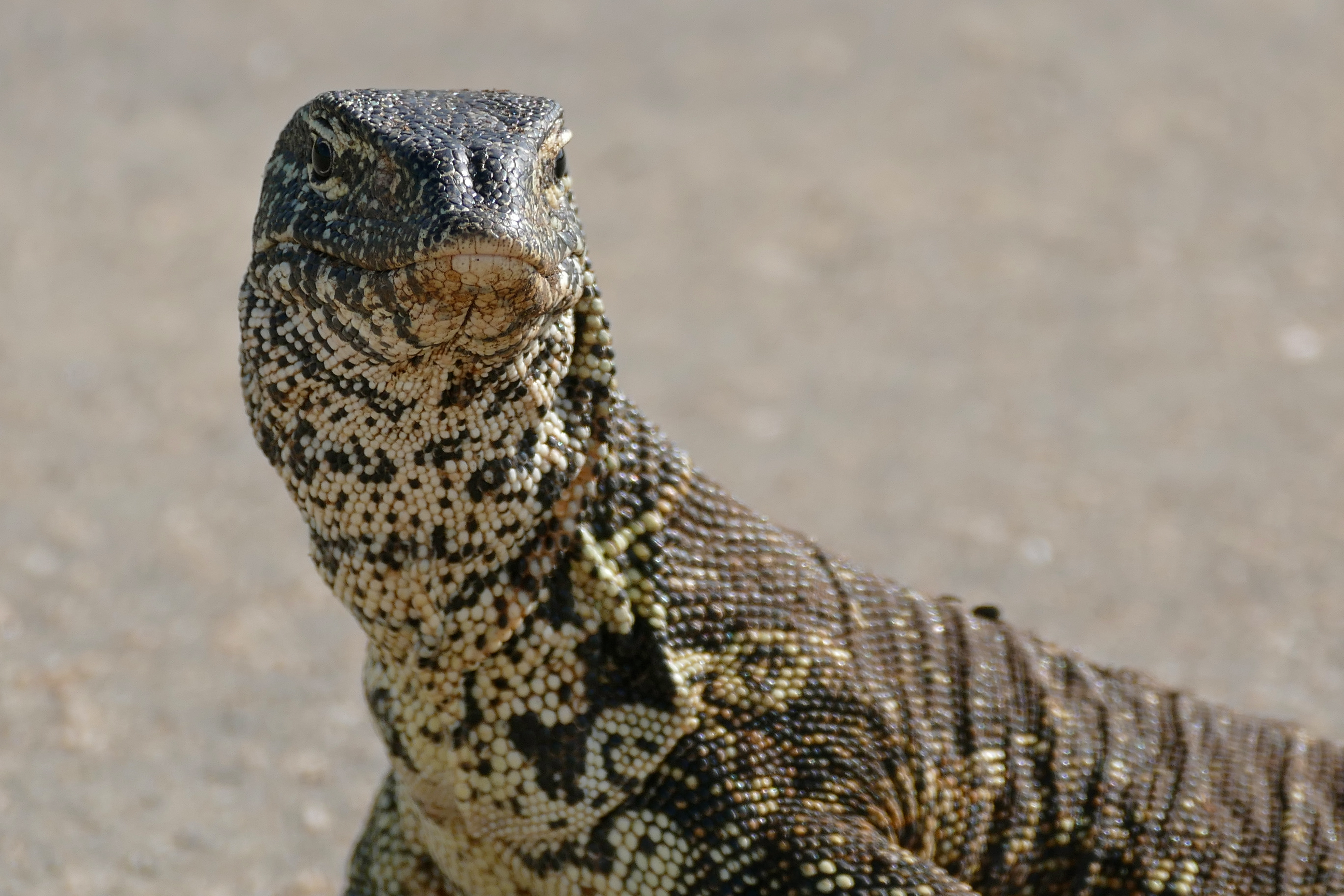
Varanus niloticus

Los varanos del Nilo no son para principiantes ya que a menudo se encuentran en el comercio de mascotas a pesar de tener una actitud agresiva y resistencia a la domesticación. Los varanos del Nilo para su cuidado requieren un gran terrario ya que los ejemplares juveniles crecen rápidamente y se necesita agregar suficientes capas de tierra profundas para que el varano pueda replícar su comportamiento de excavación, también el recinto debe tener cosas adecuadas para su hábitat como rocas, plantas o troncos huecos. Además se debe proporcionar un plato de agua y una dieta saludable en insectos, peces, roedores, huevos o carroña. Los ejemplares capturados salvajemente deben ser controlados por parásitos internos.
Se han encontrado ejemplares albinos en la naturaleza que se han producido en cautiverio aunque todavía son bastante extraños.